# Boris Katałymow
Boris Katałymow, ros. Борис Каталымов (ur. 1932, zm. 1 lutego 2013) – kazachski szachista, mistrz międzynarodowy od 1996 roku.

## Kariera szachowa
Od pierwszych lat 50. XX wieku wielokrotnie uczestniczył w półfinałach indywidualnych mistrzostw Związku Radzieckiego, jak również w rozgrywkach o drużynowe mistrzostwo ZSRR. Startował również w mistrzostwach Kazachstanu. W połowie lat 70. posiadał już stosunkowo wysoką punktację rankingową, na liście rankingowej w dniu 1 stycznia 1974 r. posiadał 2410 punktów, co dawało mu wówczas miejsce pod koniec trzeciej setki na świecie. W 1977 r. zajął V m. w kołowym turnieju w Erywaniu (za Witalijem Cieszkowskim, Symbatem Lyputianem, Aleksandrem Malewińskim i Igorem Jefimowem, a przed m.in. Józefem Pietkiewiczem i Anatolijem Łutikowem). W 1995 r. wystąpił w reprezentacji kraju na drużynowych mistrzostwach Azji w Singapurze (gdzie szachiści Kazachstanu zajęli IV m.) oraz osiągnął największy sukces w karierze, zdobywając w Bad Liebenzell tytuł wicemistrza świata "weteranów" (zawodników powyżej 60. roku życia). W turniejach o MŚ weteranów startował jeszcze kilkukrotnie, ale nie powtórzył już osiągnięcia z 1995 roku. W 2001 r. odniósł kolejny sukces, dzieląc II m. (za Andriejem Biełozierowem, wspólnie z m.in. Dmitrijem Boczarowem) w otwartym turnieju w Nowosybirsku.
Najwyższy ranking w karierze osiągnął 1 lipca 1995 r., z wynikiem 2460 punktów zajmował 8. miejsce wśród kazachskich szachistów.